# 극화

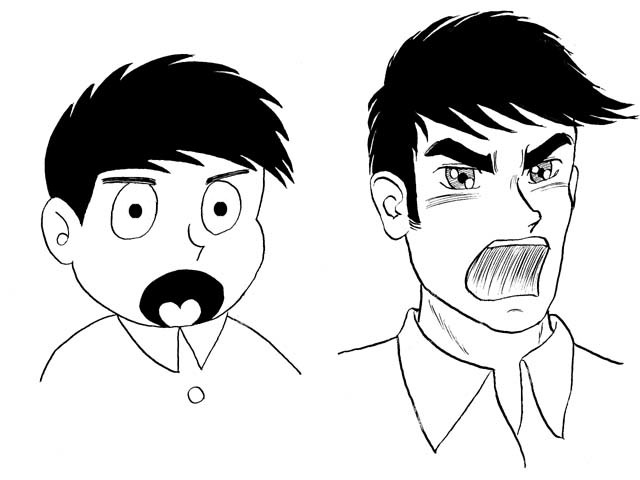
만화적인 그림(왼쪽)과 극화적인 그림(오른쪽)의 스테레오타입 이미지

극화(劇画 게키가[*])는 일본의 만화 용어이다. 이 용어는 다쓰미 요시히로가 정의하였으며, 자신의 작품이 만화(漫畵 만가[*])로 알려지길 원치 않았던 일본의 만화가들에 의해 사용되었다. 코믹 북(comic book)에 반대되는 것으로서 그래픽 노블(graphic novel)이라는 용어를 사용하기 시작한 미국의 만화가들과 일맥상통한다.

## 역사
극화라는 용어를 정의한 다쓰미 요시히로는 극화를 1957년부터 출판하기 시작하였다. 당시 극화는 어린이를 대상으로 하는 만화와는 매우 달랐다. 극화는 테즈카 오사무에 의해 주도되는 도쿄의 주류 만화 출판사에서 발생한 것이 아니라 오사카를 근거로 하는 대본소에서 발생하였다. 대본소 산업은 이 당시 주류였던 "데즈카 진영"보다 실험적이고 공격적인 작품에 더욱 관대하였다.
1960년대 후반부터 1970년대 초반까지 만화를 보며 자란 아이들은 고연령대의 독자를 대상하는 무엇을 원하였고, 극화가 이러한 틈새 시장에 공급되었다. 이러한 특정한 세대는 만화 세대로 알려지게 되었고, 만화를 반항의 한 형태로서 읽었다. 만화 읽기는 미일 안보 조약에 반대하고 노동자 계급 지향적인 학생 운동 그룹에서 1960년대에 특히 일반적이었다.
이러한 언더그라운드 만화의 커지는 인기 때문에 심지어 데즈카 오사무조차 《불새》나 《아돌프에게 고한다》와 같은 작품에서 극화가로부터 받은 영향을 표출하기 시작하였다. 《아돌프에게 고한다》는 데즈카의 대부분의 작품보다 더욱 현실적인 화풍과 어두운 배경으로 다쓰미의 작품으로부터 많은 영향을 받았다. 다쓰미 또한 데즈카의 영향을 받았다.
극화의 스토리텔링은 더욱 진지했을 뿐만 아니라 스타일도 더욱 사실적이었다. 극화는 일본의 제1세대 대안 만화가의 작업을 규정한다. 데즈카가 극화의 스타일과 스토리텔링을 적용한 결과로 실험적 스토리의 폭넓은 다양성이 주류 만화 시장에 수용되었으며, 이 시기를 만화의 황금 시대라고 부른다. 이는 1970년대에 시작되었으며, 1980년대까지 계속되었다.
주류 소년 만화 잡지들이 더욱 상업화되어, 극화의 영향은 사리지기 시작하였다. 가장 최근의 주류 소년 만화 출판사들은 극화의 영향을 잃어버렸으며, 이러한 종류의 작품은 현재 언더그라운드 출판사에서 찾아볼 수 있다. 게다가 극화가 주류 만화로 수용될 즈음의 잡지 《가로》의 전위 만화와 이후의 누벨 만화(Nouvelle Manga) 운동과 같은 다른 예술 운동이 발생하였다. 이러한 운동은 일본에서 대안 만화로서 극화를 대체하였다.

## 같이 보기
- 여성 만화
- 청년 만화

## 참고 문헌
- Oliveros, Chris (ed.). Drawn and Quarterly. Volume 5. Montreal, Quebec: Drawn & Quarterly, 2003. p. 59. ISBN 1-896597-61-0.
- Schodt, Frederik L. Dreamland Japan: Writings on Modern Manga. Berkeley, Calif.: Stone Bridge Press, 1996. pp. 34, 54, 231, 242, 283–284. ISBN 1-880656-23-X.
- Schodt, Frederik L. Manga! Manga!: The World of Japanese Comics. New York: Kodansha International, 1983. pp. 66–67, 124–125. ISBN 0-87011-549-9.